# 電気浸透
電気浸透（でんきしんとう、英語：electro-osmosis）とは、液体と固体が接している所に電圧をかけた場合に、液体が移動する現象。これにより生じる液体の流れを電気浸透流（でんきしんとうりゅう）という。液体の中にある溶質や荷電粒子だけが動く電気泳動と違い、バルクの液体が動く現象である。19世紀初め、物理学者ロイスが電気泳動と同時に発見した。
毛細管や多孔質固体に液体を入れると、固液界面に電気二重層ができる。ここに電圧をかけると、液体の荷電部分が動き、それに引かれて液体全体も流れ出す。また荷電した高分子が溶媒とともにゲルを形成している場合にも、同様にして溶媒が移動する。
電気浸透流を利用したものに電気浸透ポンプ（EOポンプ）があり、微量の液体を動かすために燃料電池などに応用されている。
電気泳動では一般に液体が静止しているのが望ましいので、電気浸透は低いほうがよい（キャピラリー電気泳動では電気浸透流が無視できない）。そのためゲル電気泳動用アガロースは精製して荷電成分（アガロペクチン）を除いたものを使う。